# 山本圭壱の道楽野球〜サタデー〜
山本圭壱の道楽野球〜サタデー〜（やまもとけいいちのどうらくやきゅう サタデー）は、TBSラジオおよびJRN系列局にて放送されていたプロ野球情報番組。前身の『山本圭壱の道楽野球〜いつでもフルスイング〜』から放送日時を変更して開始。2005年10月8日から翌2006年4月1日まで放送された。ただし、TBSラジオにおいては4月1日に野球中継が予定されていたため、他の地区より1週早く3月25日で放送を終了した。TBSラジオのみセントラル警備保障の提供だった。

## 放送時間
- 毎週土曜日 17:50〜19:00
  - 18:00〜19:00の間はJRN系列でもネットされた。

## パーソナリティ
- 山本圭壱（極楽とんぼ）
- 磯山さやか
  - 磯山が休みのときは青木真麻、山本モナが担当していた。

## ネット局
- 秋田放送
- 山梨放送
- 北日本放送
- 北陸放送
- 福井放送